# Rickmansworth
Rickmansworth è un paese di 14 571 abitanti della contea dell'Hertfordshire, in Inghilterra. Sorge sul Grand Union Canal e sul fiume Colne.
Il nome deriva dal nome sassone "Ryckmer", il magnate locale, e da "worth" che significa fattoria. Nel Domesday Book del 1086 è conosciuta come "The Manor of Prichemaresworde". Altre denominazioni sono state Rykemarwurthe (1119-46), Richemaresworthe (1180), Rykemerewrthe (1248), Richemereworthe (1259), Rikesmareswrth (1287) e Rikmansworth (1382).